# Dexrazoxan
Dexrazoxan is een weesgeneesmiddel  dat wordt ingezet bij de behandeling van extravasatie van antracyclinen.
Bij het injecteren in een ader van antracyclinen - middelen tegen kanker - kan een deel daarvan weglekken in het weefsel rondom de ader (extravasatie) en daar grote schade aanrichten. Het middel is goedgekeurd voor de Europese markt.
Bij het behandelen van bepaalde kankers worden er soms anthracyclines toegediend. Een grote bijwerking hierbij is onomkeerbare cardiotoxiciteit of wel hartschade genoemd.
Hierbij kan dexrazoxan worden gebruikt om cardiotoxiciteit te beperken indien men wordt behandeld met anthracyclines. Zoals bij het behandelen van bepaalde kankers, bijvoorbeeld bij borstkanker. Hier wordt vaak de anthracycline epirubicine gebruikt ter behandeling. Onderzoek toont aan dat het geven van dexrazoxan vlak voor de toediening van de anthracylines bij borstkankerpatiënten op lange termijn minder kans geeft op hartfalen en/of hartschade.
Hoewel nog onduidelijk is hoe het middel precies werkt, lijkt het te binden aan ijzer in het lichaam en daarmee een chelaat vormt dat effect heeft op enzymen zoals topo-isomerase II.